# Нейстрія

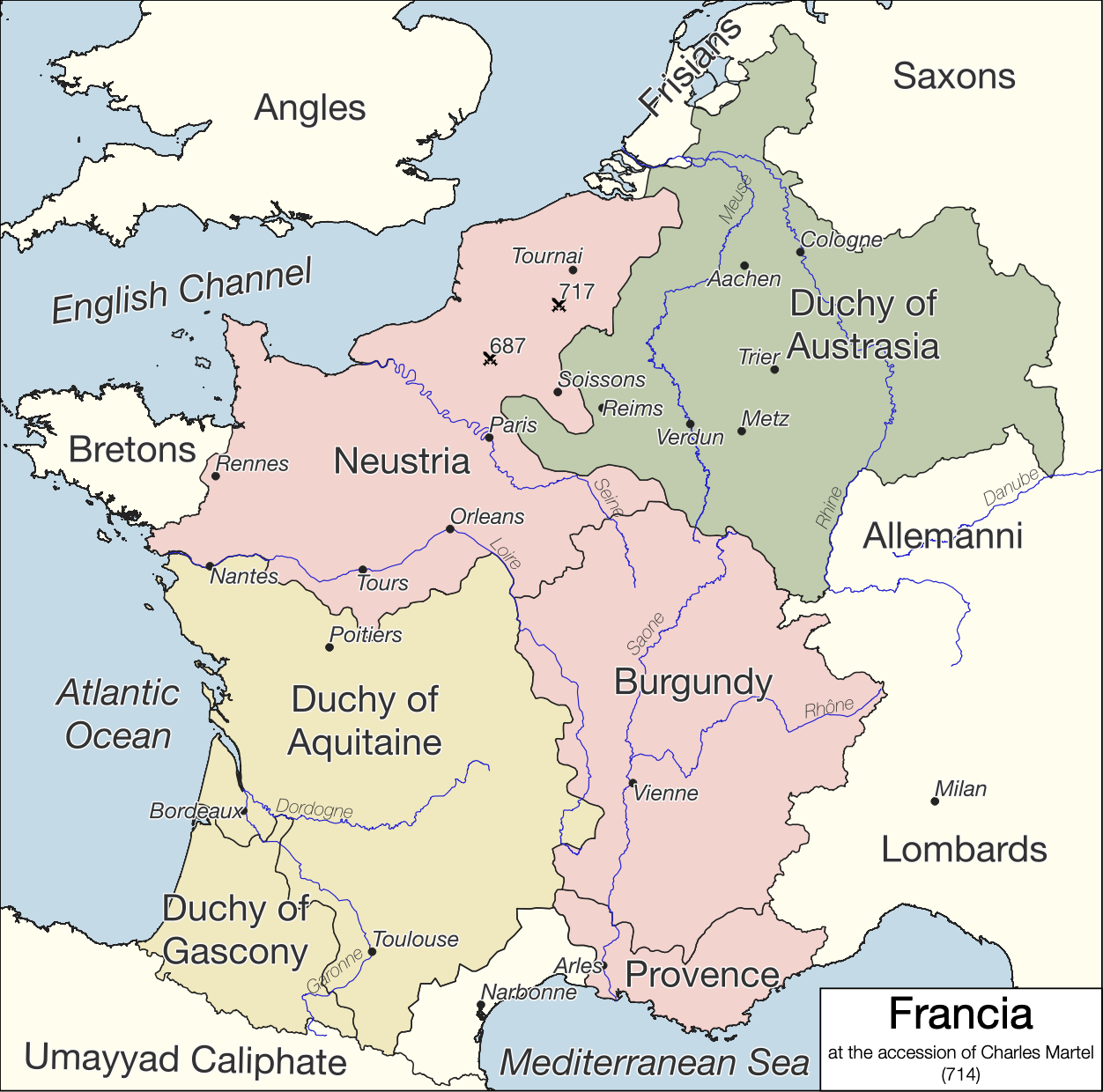

Нейстрія (фр. Neustrie, лат. Neustria — «нова (західна) земля») — з 511 року південно-західна частина франкського королівства Меровінгів зі столицею в Парижі (Лютеції). Охоплювала області між Аквітанією та Ла-Маншем. Мала головні міста Париж та Суассон.
У VI–VII століттях Нейстрія неодноразово відокремлювалася в самостійне королівство, як і північно-східна область королівства, Австразія. Була остаточно об'єднана з Австразією після перемоги австразійського мажордома Піпіна Геристальского в битві під Тертрі у 687 році.